# Јово И. Крсмановић
Јово И. Крсмановић (Бијеле Воде 1931. — Бијељина, 2. април 2022.) био је српски грађевински руководилац и писац.
Рођен је у селу Бијеле Воде, општина Соколац. До краја марта 1951. године живио је у овом селу. Радио је у Сокоцу, Зеници, Сарајеву и Београду. Више од тридесет година радио је у грађевинарству на руководећим мјестима: организатора изградње, техничког директора и директора колектива. Објавио је више новинских текстова у разним листовима. Био је дописни члан „Привредног прегледа”. Написао је преко двадесет књига од којих је већина и објављена. Најпознатије су му: „Крсмановићи са Романије”, „На сред горе Романије”, „Пут до звијезда”, „Отац код Боге”, „Романија у пламену” и друге. Потпредсједник је БУК-а, Братственичког удружења Крсмановића. Као инжињер написао је више стручних радова. Завршио је високу школу и специјализацију у Швајцарској из области грађевинарства. Члан је Удружења књижевника Србије.